# Governo Mantere
O governo Mantere corresponde ao período da história política finlandesa que se inicia com a posse de Oskari Mantere como primeiro-ministro, em 22 de dezembro de 1928. Foi um governo minoritário do Partido Nacional Progressista, que durou 238 dias, tendo seu fim em 16 de agosto de 1929.
Logo após o término do governo anterior de Juho Sunila, o presidente Lauri Kristian Relander ofereceu a sucessão aos sociais-democratas, mas eles recusaram. Por sua vez, os partidos burgueses estavam divididos por um conflito linguístico e a Liga Agrária não estava apta para uma nova gestão. Esta escassez de postulantes animou a extrema-direita finlandesa e isso exigiu uma solução rápida, resultando no governo minoritário de Mantere.
O mandato de Mantere teve como principal desafio o reajuste salarial de funcionários públicos; contudo, o contexto não era propício, a Finlândia enfrentou um ano sabático devido às condições climáticas ruins, o que aumentou as importações de alimentos. Ao mesmo tempo, a entrada da União Soviética no mercado madeireiro e as greves portuárias interromperam a exportação de produtos e o resultado foi uma crise no balanço de pagamentos, um aperto no mercado monetário e um aumento nas taxas de juros. Neste contexto, o parlamento rejeitou a proposta de aumento salarial, o que serviu como pretexto para dissolução do governo.

## Composição
O governo Mantere foi composto pelos seguintes ministros:
| Ministério                   | Ministro           | Período                                          | Partido                       |
| ---------------------------- | ------------------ | ------------------------------------------------ | ----------------------------- |
| Primeiro-ministro            | Oskari Mantere     | 22 de dezembro de 1928 - 16 de agosto de 1929    | Partido Nacional Progressista |
| Relações Exteriores          | Hjalmar J. Procopé | 22 de dezembro de 1928 - 16 de agosto de 1929    | Independente                  |
| Justiça                      | Anton Kotonen      | 22 de dezembro de 1928 - 18 de fevereiro de 1929 | Independente                  |
| Justiça                      | Oiva Huttunen      | 18 de fevereiro de 1929 - 16 de agosto de 1929   | Independente                  |
| Interior                     | Toivo Kivimäki     | 22 de dezembro de 1928 - 16 de agosto de 1929    | Partido Nacional Progressista |
| Defesa                       | Aimo Cajander      | 22 de dezembro de 1928 - 16 de agosto de 1929    | Liga Agrária                  |
| Finanças                     | Hugo Relander      | 22 de dezembro de 1928 - 16 de agosto de 1929    | Independente                  |
| Educação                     | Lauri Ingman       | 22 de dezembro de 1928 - 16 de agosto de 1929    | Independente                  |
| Agricultura                  | Eemil Linna        | 22 de dezembro de 1928 - 16 de agosto de 1929    | Partido Nacional Progressista |
| Transportes e Obras Públicas | Jalmar Castrén     | 22 de dezembro de 1928 - 16 de agosto de 1929    | Independente                  |
| Comércio e Indústria         | Kyösti Järvinen    | 22 de dezembro de 1928 - 16 de agosto de 1929    | Independente                  |
| Assuntos Sociais             | Niilo Mannio       | 22 de dezembro de 1928 - 16 de agosto de 1929    | Partido Nacional Progressista |